# Arjun Erigaisi
Arjun Erigaisi (Distrito de Warangal, 3 de setembro de 2003) é um Grande Mestre de xadrez indiano e o jogador mais bem classificado da Índia no ranking FIDE em novembro de 2024. Em outubro de 2024 se tornou o segundo indiano a passar a marca de 2800 de rating, após Viswanathan Anand.

## Inicio de vida e família
Ele nasceu em uma família Telugu em Warangal, Telanganá. Seu pai é neurocirurgião e sua mãe, dona de casa.  Ele estudou xadrez na BS Chess Academy em Hanamkonda.

## Carreira
Em 2015, Arjun ganhou uma medalha de prata no Campeonato Asiático Juvenil de 2015 na Coreia.
Se tornou campeão nacional na categoria sub 13 em 2016. No ano seguinte, venceu o campeonato asiático juvenil na categoria sub 14.
Ele ganhou o título de grande mestre aos 14 anos, 11 meses e 13 dias, tornando-se a 32ª pessoa mais jovem a alcançar o título de grande mestre.
Em 2021, Erigaisi se tornou o primeiro indiano a se classificar para o Goldmoney Asian Rapid do Champions Chess Tour 2021, onde foi eliminado por Levon Aronian
Em novembro, terminou em 3º no Torneio Lindores Abbey Blitz em Riga, à frente de jogadores como Maxime Vachier-Lagrave, Levon Aronian, David Navara, Daniil Dubov, Peter Svidler. Mais tarde naquele mês, venceu a seção rápida do Torneio de xadrez Tata Steel India (Rápido e Blitz), marcando 6,5/9, à frente de Vidit Gujrathi, Levon Aronian, Sam Shankland e Lê Quang Liêm.
Em janeiro de 2022, venceu o Tata Steel Chess 2022 Challengers,  qualificando-o para jogar na seção masters no próximo torneio Tata Steel Chess. Sua pontuação final foi 10,5/13 e sua performance no torneio foi 2800+, o que impulsionou seu rating FIDE para 2659,5, entrando assim no top 100 no formato clássico.
Em março de 2022, ele foi coroado o Campeão Nacional Indiano ao vencer o 58º Campeonato Nacional MPL da Índia 2022, com uma pontuação de 8,5/11. Além disso, em março, Arjun venceu o 19º Delhi Open - superando Gukesh D e Harsha Bharathakoti no tie-break, depois que todos marcaram 8,5/10.
Em agosto de 2022, venceu o 28º Festival Internacional de Xadrez de Abu Dhabi com 7,5/9 e uma performance de 2893,  com esse desempenho superou os 2700 de rating FIDE.
Em dezembro de 2022, Arjun venceu o Tata Steel Chess India 2022 Blitz com 12,5/18, que foi sua terceira vitória em eventos da Tata Steel até o momento.
Ele venceu o 6th Sharjah Masters em maio de 2023.
Em abril de 2024, venceu o Menorca Open A com uma pontuação de desempate superior após empatar com outros 2 com uma pontuação de 7,5/9.
Em junho de 2024, venceu o Stepan Avagyan Memorial 2024 com uma rodada de antecedência.
Em setembro de 2024, participou da Olimpíada de xadrez de 2024 em Budapeste como parte da equipe indiana. Ele foi o único jogador na seção Aberta a marcar seis vitórias consecutivas nas primeiras seis rodadas. Ele terminou o evento com 10 pontos em 11 rodadas. Seu rating performance foi de 2968, o que lhe rendeu uma medalha de ouro individual no tabuleiro três e ajudou a Índia a ganhar sua primeira medalha de ouro por equipe na olimpíada.
Em outubro de 2024, venceu a WR Chess Masters Cup de 2024 em Londres ao derrotar Maxime Vachier-Lagrave. No mesmo mês,  jogou no Campeonato Europeu por Clubes onde ultrapassou pela primeira vez os 2800 de rating.